# Sacro GRA
Sacro GRA é um documentário italiano de 2013 dirigido por Gianfranco Rosi. A produção ganhou o Leão de Ouro no 70º Festival Internacional de Cinema de Veneza. Este foi o primeiro documentário a ganhar o prêmio no Festival de Veneza.